# Puyopuyo!! Quest
Puyopuyo!! Quest (ぷよぷよ!!クエスト?) è un videogioco di ruolo alla giapponese della serie Puyo Puyo, sviluppato e distribuito solo in Giappone da SEGA per iOS, Android e Kindle Fire.
Nel 2018 fu annunciata una collaborazione con l'anime Neon Genesis Evangelion, grazie alla quale i giocatori possono usare i personaggi della serie Shinji Ikari, Rei Ayanami, Asuka Sōryū Langley e Misato Katsuragi.
Successivamente vennero introdotti altri personaggi di varie serie di successo come: Detective Conan, Sailor Moon, My Melody, Sonic The Hedgehog.